# 高瀬村 (山形県東村山郡)
高瀬村（たかせむら）は、かつて山形県東村山郡にあった村。

## 歴史
- 1889年（明治22年）4月1日 - 町村制施行に伴い、東村山郡下東山村・上東山村・切畑村・高沢村・大森村・中里村の区域をもって高瀬村が発足。
- 1954年（昭和29年）10月1日 - 山形市に編入。同日高瀬村廃止。